# 2001年亞洲棒球錦標賽
2001年亞洲棒球錦標賽（2001 Asian Baseball Championship），為第21屆亞洲棒球錦標賽賽事，由台灣臺北縣主辦，於2001年3月19日至3月25日於台北縣立新莊棒球場舉行。

## 各隊成績
| 名次 | 隊伍       |
| ---- | ---------- |
| 1    | 中華臺北   |
| 2    |            |
| 3    | 日本       |
| 4    | 菲律賓     |
| 5    | 印度尼西亞 |

## 外部連結
- 2001年亞洲棒球錦標賽在台灣棒球維基館上的頁面（繁體中文）